# Dolní Žďár

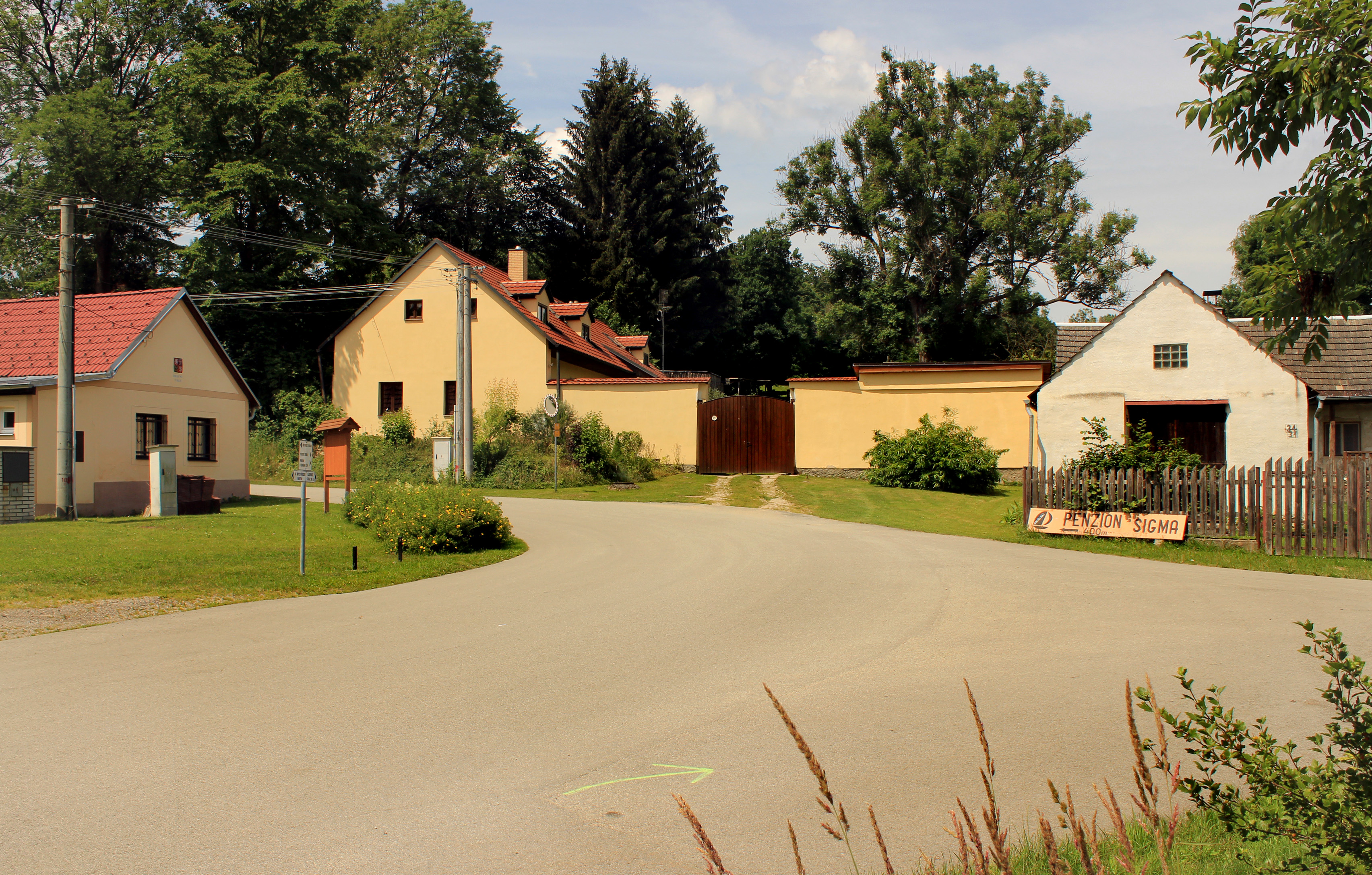
Dorfplatz

Dolní Žďár (deutsch Niedermühl) ist eine Gemeinde in Tschechien. Sie liegt fünf Kilometer südlich von Jindřichův Hradec (Neuhaus) und gehört zum Okres Jindřichův Hradec.

## Geographie
Das Zeilendorf Dolní Žďár befindet sich am rechten Ufer der Nežárka (Naser) im östlichen Randgebiet des Wittingauer Beckens zur Javořická vrchovina. Linksseitig des Flusses verläuft die Europastraße 551. Umgeben wird der Ort von mehreren Fischteichen.
Nachbarorte sind Horní Žďár im Norden, Dolní Pěna (Niederbaumgarten) und Horní Pěna (Oberbaumgarten) im Nordosten, Malíkov nad Nežárkou im Osten, Nová Ves (Schönborn) im Südosten, Horní Lhota (Oberschlagles) und Lásenice (Lassenitz) im Süden, Vydří (Widern) und Polště (Poschen) im Westen sowie Políkno im Nordwesten.

## Geschichte
Erstmals urkundlich erwähnt wurde das Dorf im Jahre 1411. Das Gebiet bestand großteils noch aus Wäldern, welche erst nach und nach gerodet wurden. Ein Hinweis darauf gibt der Name der Nachbarortschaft Oberschlagles. Die Matriken werden seit dem Jahre 1610 in Oberbaumgarten geführt. Im Jahre 1668 werden in den Steuerrollen 12 Namen in Niedermühl genannt. Der Ort gehörte bis 1848 immer zur Herrschaft Neuhaus. Zwischen 1610 und 1666 war Niedermühl nach Horní Pěna (Oberbaumgarten) eingepfarrt. Zum Ort gehörte schon immer der Nachbarort Oberschlagles. Beide wurden im Jahre 1848 zu einer Gemeinde zusammengefasst. Demgegenüber wurde der Ortsteil Obermühl ab dem Jahre 1790 getrennt verwaltet und 1848 zu einer selbstständigen Gemeinde im Gerichtsbezirk Trautenau erklärt. Im Jahre 1895 wurde im Ort eine Freiwillige Feuerwehr gegründet.
Nach dem Ersten Weltkrieg und dem Friedensvertrag von Saint Germain (1919) wurde der Ort, dessen Bewohner im Jahre 1910 zu 95 % der deutschen Sprachgruppe angehörten, Bestandteil der neuen Tschechoslowakischen Republik. In der Zwischenkriegszeit kam es durch Neubesetzung von Beamtenposten und neuen Siedlern zu einem vermehrten Zuzug von Personen tschechischer Identität. Nach dem Münchner Abkommen kam der Ort 1938 an das Deutsche Reich und wurde ein Teil des Reichsgaues Niederdonau.
Nach dem Ende des Zweiten Weltkrieges (8. Mai 1945) – der 23 Opfer forderte – wurden die im Münchener Abkommen an Deutschland übertragenen Territorien wieder der Tschechoslowakei zugeordnet. Bei Misshandlungen der deutschstämmigen Bevölkerung durch  Revolutionsgardisten kamen vier deutsche Bürger zu Tode.  Die tschechischen „Partisanen“  übernahmen den Ort und vertrieben am 29. Mai 1945 alle Ortsbewohner wild über die Grenze nach Österreich. Das Vermögen der deutschen Bewohner wurde durch das Beneš-Dekret 108 konfisziert und die katholische Ortskirche in der kommunistischen Ära enteignet. In Übereinstimmung mit den ursprünglichen Überführungs-Zielen der Potsdamer Erklärung verlangte die Rote Armee im Januar 1946 den Abschub aller Sudetendeutschen aus Österreich nach Deutschland. Von den Vertriebenen konnten ungefähr 10 % in Österreich verbleiben, während die restlichen Bewohner nach Deutschland weiter transferiert wurden.
Am 1. Juli 1974 wurde Dolní Žďár in die Ortschaft Lásenice eingemeindet.

## Wappen und Siegel
Für Niedermühl konnte kein Dorfgerichtssiegel festgestellt werden. Es wird angenommen, dass alle rechtlichen Angelegenheiten vom Dorfrichter des benachbarten Lassenitz abgehandelt wurden. Zwischen 1848 und 1938 führte der Ort einen eigenen Gemeindestempel.

## Bevölkerungsentwicklung
| Volkszählung | Einwohner gesamt | Volkszugehörigkeit der Einwohner | Volkszugehörigkeit der Einwohner | Volkszugehörigkeit der Einwohner |
| Jahr         | Einwohner gesamt | Deutsche                         | Tschechen                        | Andere                           |
| ------------ | ---------------- | -------------------------------- | -------------------------------- | -------------------------------- |
| 1880         | 462              | 447                              | 15                               | 0                                |
| 1890         | 446              | 440                              | 6                                | 0                                |
| 1900         | 426              | 399                              | 27                               | 0                                |
| 1910         | 395              | 377                              | 18                               | 0                                |
| 1921         | 391              | 318                              | 62                               | 11                               |
| 1930         | 382              | 311                              | 67                               | 4                                |

## Gemeindegliederung
Die Gemeinde Dolní Žďár besteht aus den Ortsteilen Dolní Žďár (Niedermühl) und Horní Lhota (Oberschlagles) sowie der Ansiedlung Lipovská Bašta (Lindner Waschen).
Das Gemeindegebiet gliedert sich in die Katastralbezirke Dolní Žďár u Lásenice und Horní Lhota u Lásenice.

## Sehenswürdigkeiten
- Kapelle der Hl. Teresa von Ávila mit einem Altarbild (1861) von August Mansfeld